# Cha Dong-min
Cha Dong-min (koreanska: 차 동민), född 24 augusti 1986 i Seoul, Sydkorea, är en sydkoreansk taekwondoutövare. Han vann en guldmedalj i tungviktsklassen vid de olympiska sommarspelen 2008 i Peking. Vid taekwondoturneringen vid OS 2012 kom han på en nionde plats efter ha åkt ut i kvartsfinalen mot Bahri Tanrıkulu. Cha tog sin andra olympiska medalj vid de olympiska sommarspelen 2016 i Rio de Janeiro där han vann en jämn bronsmatch mot Dmitrij Sjokin på övertid.